# Christinna Pedersen
Christinna Pedersen, född den 12 maj 1986 i Ålborg, Danmark, är en dansk badmintonspelare. Vid badmintonturneringen i mixeddubbel under OS 2012 i London deltog hon för Danmark tillsammans med Joachim Fischer Nielsen och tog brons. Hon tog en silvermedalj i damdubbel vid olympiska sommarspelen 2016 tillsammans med Kamilla Rytter Juhl.